# لامبرت سونا مومو
لامبرت سونا مومو (بالفرنسية: Lambert Sonna Momo) (مواليد 8 أغسطس 1970 في ياوندي، الكاميرون) هو عالم كمبيوتر سويسري ومتخصص في الأمن الإلكتروني وباحث ورائد أعمال من أصل كاميروني. هو معروف بعمله في تحديد الهوية الإلكترونية من خلال القياسات الحيوية.

## حياة مهنية
بعد حصوله على درجة البكالوريوس متخصّص في الرياضيات من جامعة ياوندي في عام 1993، تابع دراسته بدرجة ماجستير في مدرسة لوزان الاتحادية للفنون التطبيقية (EPFL) في لوزان في هندسة البرمجيات (2001) وفي نظم المعلومات (2003).
حصل على الدكتوراه في نظم وأمن المعلومات من جامعة لوزان (UNIL) في عام 2008 عن أطروحة حول "تطوير لوحات معلومات ديناميكية ISS : نهج قائم على علم الوجود (بالفرنسية: Elaboration de Tableaux de bord Dynamiques SSI: une approche à base d'ontologies) في إطار إشراف صولانج غرناوتي هيلي. حتى عام 2014، استمر في التعليم هناك حول الموضوعات المتعلقة بأمن الكمبيوتر وحماية البيانات الخاصة.

## بحث
في عام 2016، قام بتشكيل فريق متعدد التخصصات مؤلف من أخصائي القياسات الحيوية سيباستيان مارسيل في معهد أبحاث إيدياب (IDIAP)، بروفيسور سيرج فودناي (Serge Vaudenay)، مدير مختبر الأمن والتشفير في EPFL ، المهندس الدكتور بيير رودوي (Pierre Roduit) في HOS SO Valais Wallis ، والباحث اريك غرينيت (Eric Grenet) في المركز السويسري للإلكترونيات والتكنولوجيات الدقيقة. قام هذا الفريق بتطوير BioID و BioLocker ، وهي تقنية تحديد بيومترية حاصلة على براءة اختراع، تعتمد على مسح عروق الاصبع في ثلاثي الأبعاد (3D)،  ما يجمع بين أمن البيانات واحترام حماية المجال الخاص.          
وهو أيضًا مؤسس شركة GLOBAL ID SA ،  التي تقدم تقنية تحديد الهوية البيومترية إلى السوق، تحت رعاية مركز البحوث بجامعة ال EPFL.
تعتبر تقنيته البيومترية أخلاقية لأن مفتاح التشفير مخفي وبالتالي يستحيل سرقته. ويتم التشفير من طرف إلى طرف برمز عشوائي يتغير باستمرار.
وقد تلقت شركة GLOBAL ID SA منحة قدرها مليون فرنك سويسري من الاتحاد السويسري. 

## أعمال محددة
- سونا مومو، لامبرت (2011). Tableaux de bord dynamiques : une approche à base d'ontologies : élaboration d'un médiateur de sécurité à base d'ontologies pour la construction des tableaux de bord SSI dynamiques. برلين: مطابع الجامعات الأوروبية. ISBN:978-613-1-54953-3. OCLC:835978062. مؤرشف من الأصل في 2021-06-03.

## روابط خارجية
- موقع Global-ID
- موقع معهد ابحاث ايدياب
- موقع LASEC-EPFL
- موقع HES SO Valais Wallis